# Josef-Kardinal-Frings-Brücke
Die Josef-Kardinal-Frings-Brücke ist eine 1950–51 gebaute Rheinbrücke zwischen Düsseldorf und Neuss.
Die am 17. November 1951 eingeweihte Brücke ist Bestandteil der Bundesstraße 1 und zu Stoßzeiten stark befahren, da sie einen Teil des Pendlerverkehrs zwischen Düsseldorf und Neuss aufnimmt und als Zubringer für die Bundesautobahn 57 dient. Bis zum Bau der Fleher Brücke war sie die südlichste der Düsseldorfer Rheinbrücken. Von den anderen Düsseldorfer Rheinbrücken unterscheidet sich die Stahlbrücke durch ihre hellgrüne Farbe und die flache Erscheinung, die auf die Kastenform und die erstmals angewandte Schweißtechnik zurückgeht. Die Brücke besitzt für beide Fahrtrichtungen je eine Fahrbahn mit zwei Fahrstreifen. Zwischen den Fahrbahnen befinden sich zwei Straßenbahngleise für die Linie 709 zwischen den Endhaltestellen Gerresheim Krankenhaus und Neuss, Theodor-Heuss-Platz. Außen befinden sich auf beiden Seiten ein kombinierter Fuß- und Radweg.

## Namensgebung
Seit dem 24. Juni 2006 ist die Brücke nach dem in Neuss geborenen ehemaligen Kölner Erzbischof Joseph Kardinal Frings benannt. Davor hieß sie offiziell Rheinbrücke Düsseldorf–Neuss, aber wurde in Düsseldorf meistens nur kurz Südbrücke genannt. In der örtlichen Bevölkerung hatte sich die Umbenennung auch zehn Jahre später noch nicht durchgesetzt. Selbst die Presse verwendet unverändert neben der Erwähnung des offiziellen Namens besonders in Überschriften weiterhin den Namen Südbrücke.

## Abriss
Im Juni 2024 gab der Landesbetrieb Straßenbau NRW den notwendigen Abriss der Brücke und Ersatz durch einen Neubau bekannt.

## Vorgängerbrücke
Bereits Ende der 1920er Jahre wurde an der gleichen Stelle eine Brücke gebaut und am 12. November 1929 für den Verkehr freigegeben. Für Bau und Unterhaltung der Südbrücke war die Düsseldorf Neußer-Brückenbau und Betriebsgesellschaft Düsseldorf gegründet worden. Die für den aufkommenden Autoverkehr gebaute Straßenbrücke hatte auch schon Gleise für die Straßenbahnverbindung zwischen Düsseldorf und Neuss. Kurz vor Ende des Zweiten Weltkrieges wurde sie am 3. März 1945 von Einheiten der Wehrmacht gesprengt, um den alliierten Streitkräften den Übergang über den Rhein zu erschweren.